# Rudolf Kraßnig
Rudolf Kraßnig (* 21. Dezember 1861 in Klagenfurt; † 13. März 1909 in Wien; Alternativschreibweisen: Krassnig, Krassnigg, Kraßnigg; alternatives Sterbedatum 3. März 1909) war ein österreichischer Schriftsteller und Journalist.

## Leben
Kraßnig absolvierte eine Kadettenschule der Artillerie und begann eine Laufbahn beim Heer. Ab 1883 war er Eisenbahner. 1885 wurde er Mitarbeiter der Zeitschrift Junger Kikeriki. 1887 wurde er Redakteur der Oesterreichischen Volks-Zeitung.

## Würdigung
1960 wurde die Kraßniggasse in Wien-Hütteldorf nach ihm benannt.